# سام ماكليلاند
سام ماكليلاند (بالإنجليزية: Sam McClelland) هو لاعب كرة قدم بريطاني، ولد في 4 يناير 2002 في كوليرين في المملكة المتحدة.

## وصلات خارجية
- سام ماكليلاند على موقع الاتحاد الأوربي (الإنجليزية)
- سام ماكليلاند على موقع قاعدة بيانات كرة القدم.إي يو (الإنجليزية)
- سام ماكليلاند على موقع ناشيونال فوتبول تيمز (الإنجليزية)
- سام ماكليلاند على موقع Soccerbase.com (لاعب) (الإنجليزية)
- سام ماكليلاند على موقع Soccerway.com (الإنجليزية)
- سام ماكليلاند على موقع عالم كرة القدم.نت (الإنجليزية)